# Zelandomyia pygmaea
Zelandomyia pygmaea är en tvåvingeart som beskrevs av Alexander 1923. Zelandomyia pygmaea ingår i släktet Zelandomyia och familjen småharkrankar. Inga underarter finns listade i Catalogue of Life.